# Michael Chiesa
Michael Keith Chiesa (Aurora, 7 dicembre 1987) è un lottatore di arti marziali miste statunitense di origini italiane.
I suoi nonni paterni sono originari di Camogli in Liguria.
Combatte nella divisione dei pesi welter per l'organizzazione statunitense UFC. Nel 2012 è stato il vincitore del torneo dei pesi leggeri nella quindicesima edizione del reality show The Ultimate Fighter.

## Carriera nelle arti marziali miste

### Inizi
Dopo un'ottima carriera scolastica alla Shadle Park High School nella lotta, Chiesa compie il suo debutto nelle MMA professionistiche nel 2008; nell'arco di circa tre anni ottiene sette vittorie consecutive, attirando l'attenzione della UFC.

### The Ultimate Fighter
Nel 2012 Chiesa viene scelto come uno dei trentadue pesi leggeri che prenderanno parte alla quindicesima stagione del reality show The Ultimate Fighter: nel corso della serie ottiene quattro vittorie consecutive su Johnavan Vistante, Jeremy Larsen, Justin Lawrence e James Vick, che gli danno quindi accesso alla finalissima. 

### Ultimate Fighting Championship
Chiesa debutta ufficialmente in UFC nella finale del torneo dei pesi leggeri sfidando il primo giugno 2012 Al Iaquinta: alla metà del primo round Chiesa riesce a mettere a segno una rear-naked choke con cui si aggiudica la vittoria del torneo e un contratto con la federazione, ottenendo anche il riconoscimento Submission of the Night; si ripete il 23 febbraio con la vittoria su Anton Kuivanen.
Il 27 luglio 2013 subisce la prima sconfitta in carriera perdendo per sottomissione contro l'ex street fighter Jorge Masvidal per poi inanellare due vittorie consecutive contro Colton Smith il 6 novembre (Submission of the Night) e Francisco Trinaldo il 24 maggio 2014. Il 5 settembre viene sconfitto da Joe Lauzon per KO tecnico dovuto allo stop dei medici, ma entrambi gli atleti vengono premiati con il riconoscimento Fight of the Night.
Mette quindi insieme tre vittorie consecutive contro Mitch Clark il 4 aprile 2015, contro il veterano Jim Miller il 10 dicembre 2015 (Fight of the Night) e Beneil Dariush il 16 aprile 2016 (Performance of the Night).
A luglio avrebbe dovuto affrontare il vincitore della tredicesima stagione del reality show The Ultimate Fighter Tony Ferguson, ma il 27 giugno Chiesa subì un infortunio e venne sostituito da Landon Vannata; torna a combattere il 25 giugno 2017 contro Kevin Lee: i due, durante la conferenza stampa prima del combattimento, avevano dato luogo ad una rissa e anche il combattimento termina in modo controverso, in quanto Lee viene dichiarato vincitore per sottomissione nonostante Chiesa non avesse ceduto o perso conoscenza e fosse stato colpito con delle gomitate discendenti illegali.
Il 7 aprile 2018 avrebbe dovuto affrontare l'ex campione dei pesi leggeri Anthony Pettis, ma il 5 aprile rimane ferito nell'assalto perpetrato da Conor McGregor al bus che ospitava gli atleti UFC nel parcheggio sotterraneo del Barclays Center e pertanto viene esonerato dal match. L'incontro con Pettis ha comunque luogo il 6 luglio e vede la vittoria dell'ex campione: Chiesa, che aveva superato il limite di peso, decide quindi di salire di categoria passando dai pesi leggeri ai pesi welter.
Il debutto nella nuova divisione avviene il 29 dicembre 2018 contro l'ex campione ad interim Carlos Condit, su cui Chiesa si impone di nuovo per sottomissione; il 6 luglio 2019 bissa il successo ottenendo una convincente vittoria per decisione unanime contro un altro ex vincitore di The Ultimate Fighter, Diego Sanchez.

## Risultati nelle arti marziali miste
| Risultato | Record | Avversario         | Metodo                                    | Evento                                  | Data             | Round | Tempo | Città                       | Note                                                                             |
| --------- | ------ | ------------------ | ----------------------------------------- | --------------------------------------- | ---------------- | ----- | ----- | --------------------------- | -------------------------------------------------------------------------------- |
| Sconfitta | 18-6   | Sean Brady         | Decisione (unanime)                       | UFC Fight Night: Vieira vs. Tate        | 20 novembre 2021 | 3     | 5:00  | Las Vegas, Stati Uniti      |                                                                                  |
| Sconfitta | 18-5   | Vicente Luque      | Sottomissione (D'Arce choke)              | UFC 265: Lewis vs. Gane                 | 7 agosto 2021    | 1     | 3:25  | Houston, Stati Uniti        |                                                                                  |
| Vittoria  | 18-4   | Neil Magny         | Decisione (unanime)                       | UFC on ESPN: Chiesa vs. Magny           | 20 gennaio 2021  | 3     | 5:00  | Abu Dhabi, Emirati Arabi    |                                                                                  |
| Vittoria  | 17-4   | Rafael dos Anjos   | Decisione (unanime)                       | UFC Fight Night: Blaydes vs. dos Santos | 25 gennaio 2020  | 3     | 5:00  | Raleigh, Stati Uniti        |                                                                                  |
| Vittoria  | 16-4   | Diego Sanchez      | Decisione (unanime)                       | UFC 239: Jones vs. Santos               | 6 luglio 2019    | 3     | 5:00  | Paradise, Stati Uniti       |                                                                                  |
| Vittoria  | 15-4   | Carlos Condit      | Sottomissione (kimura)                    | UFC 232: Jones vs. Gustaffson 2         | 29 dicembre 2018 | 2     | 0:56  | Inglewood, Stati Uniti      | Passa ai pesi welter                                                             |
| Sconfitta | 14-4   | Anthony Pettis     | Sottomissione (armbar triangolare)        | UFC 226: Miocic vs. Cormier             | 6 luglio 2018    | 2     | 0:52  | Las Vegas, Stati Uniti      | Incontro catchweight (157.5 libbre)                                              |
| Sconfitta | 14-3   | Kevin Lee          | Sottomissione (rear-naked choke)          | UFC Fight Night: Chiesa vs. Lee         | 25 giugno 2017   | 1     | 4:37  | Oklahoma City, Stati Uniti  |                                                                                  |
| Vittoria  | 14-2   | Beneil Dariush     | Sottomissione (standing rear-naked choke) | UFC on Fox: Teixeira vs. Evans          | 16 aprile 2016   | 2     | 1:20  | Tampa, Stati Uniti          | Performance of the Night                                                         |
| Vittoria  | 13-2   | Jim Miller         | Sottomissione (rear-naked choke)          | UFC Fight Night: Namajunas vs. VanZant  | 10 dicembre 2015 | 2     | 2:57  | Las Vegas, Stati Uniti      | Fight of the Night                                                               |
| Vittoria  | 12-2   | Mitch Clarke       | Decisione (unanime)                       | UFC Fight Night: Mendes vs. Lamas       | 4 aprile 2015    | 3     | 5:00  | Fairfax, Stati Uniti        |                                                                                  |
| Sconfitta | 11-2   | Joe Lauzon         | KO tecnico (stop medico)                  | UFC Fight Night: Jacare vs. Mousasi     | 5 settembre 2014 | 2     | 4:59  | Mashantucket, Stati Uniti   | Fight of the Night                                                               |
| Vittoria  | 11-1   | Francisco Trinaldo | Decisione (unanime)                       | UFC 173: Barao vs. Dillashaw            | 24 maggio 2014   | 3     | 5:00  | Las Vegas, Stati Uniti      |                                                                                  |
| Vittoria  | 10-1   | Colton Smith       | Sottomissione (rear-naked choke)          | UFC: Fight for the Troops 3             | 6 novembre 2013  | 2     | 1:41  | Fort Campbell, Stati Uniti  | Submission of the Night                                                          |
| Sconfitta | 9-1    | Jorge Masvidal     | Sottomissione (D'Arce choke)              | UFC on Fox: Johnson vs. Moraga          | 27 luglio 2013   | 2     | 4:59  | Seattle, Stati Uniti        |                                                                                  |
| Vittoria  | 9-0    | Anton Kuivanen     | Sottomissione (rear-naked choke)          | UFC 157: Rousey vs. Carmouche           | 23 febbraio 2013 | 2     | 2:29  | Anaheim, Stati Uniti        |                                                                                  |
| Vittoria  | 8-0    | Al Iaquinta        | Sottomissione (rear-naked choke)          | The Ultimate Fighter: Live Finale       | 1 giugno 2012    | 1     | 2:47  | Las Vegas, Stati Uniti      | Vince il torneo dei pesi leggeri TUF 15, debutto in UFC, Submission of the Night |
| Vittoria  | NU     | James Vick         | KO tecnico (pugni)                        | The Ultimate Fighter: Live              | 25 maggio 2012   | 2     | 1:55  | Las Vegas, Stati Uniti      | The Ultimate Fighter: Live, semifinale                                           |
| Vittoria  | NU     | Justin Lawrence    | KO tecnico (pugni)                        | The Ultimate Fighter: Live              | 11 maggio 2012   | 3     | 1:02  | Las Vegas, Stati Uniti      | The Ultimate Fighter: Live, quarto di finale                                     |
| Vittoria  | NU     | Jeremy Larsen      | Decisione (unanime)                       | The Ultimate Fighter: Live              | 6 aprile 2012    | 2     | 5:00  | Las Vegas, Stati Uniti      | The Ultimate Fighter: Live, turno preliminare                                    |
| Vittoria  | NU     | Johnavan Vistante  | Sottomissione (rear-naked choke)          | The Ultimate Fighter: Live              | 9 marzo 2012     | 1     | 2:05  | Las Vegas, Stati Uniti      | The Ultimate Fighter: Live, turno eliminatorio                                   |
| Vittoria  | 7-0    | Darrell Fenner     | Sottomissione (rear-naked choke)          | CageSport 16                            | 1 ottobre 2011   | 1     | 0:45  | Tacoma, Stati Uniti         |                                                                                  |
| Vittoria  | 6-0    | Matt Coble         | Sottomissione (rear-naked choke)          | Lords of the Cage 6                     | 16 luglio 2011   | 1     | 2:13  | Manson, Stati Uniti         |                                                                                  |
| Vittoria  | 5-0    | Evian Rodriguez    | Sottomissione (rear-naked choke)          | Lords of the Cage 5                     | 28 aprile 2011   | 1     | 1:03  | Airway Heights, Stati Uniti |                                                                                  |
| Vittoria  | 4-0    | Darcy James        | Sottomissione (D'Arce choke)              | Battlefield Fight League 7              | 26 marzo 2011    | 1     | 0:53  | Nanaimo, Canada             |                                                                                  |
| Vittoria  | 3-0    | Andy Paves         | Decisione (unanime)                       | Rumble on the Ridge 14                  | 20 ottobre 2010  | 3     | 5:00  | Snoqualmie, Stati Uniti     |                                                                                  |
| Vittoria  | 2-0    | Brian Wilson       | Decisione (unanime)                       | Arnett Promotions 3                     | 21 febbraio 2009 | 3     | 5:00  | Clarkston, Stati Uniti      |                                                                                  |
| Vittoria  | 1-0    | Charon Spain       | Sottomissione (triangolo)                 | Thunder and Lightning                   | 16 agosto 2008   | 2     | N/A   | Lapwai, Stati Uniti         |                                                                                  |